# 세지면
세지면(細枝面)은 대한민국 전라남도 나주시의 면이다.

## 개요
세지면은 나주시의 동남쪽에 위치하고 있으며, 만봉천과 금천이 세지면의 중심부를 흐르고 있으며, 자연환경이 깨끗하여 토하젓, 참게장 등 먹거리가 풍부한 고장이다. 기온이 온화하여 과실 작물이 생산되기에 최적의 조건을 갖추고 있어 나주배는 물론 세지멜론은 전국 생산량의 60% 차지하고 있다. 또한 송제리 5층 석탑과 벽류정 등 소중한 문화유산을 보유하고 있는 곳이기도 하다.

## 행정 구역
- 교산리
- 내정리
- 대산리
- 동곡리
- 벽산리
- 성산리
- 송제리
- 오봉리
- 죽동리

## 교육
- 세지초등학교 (오봉리)
- 세지서초등학교 (폐교) - 죽동길 10 (송제리)
- 세지북초등학교 (폐교) - 내정길 23 (내정리)
- 세지중학교 (오봉리)